# Joypurhat (distrikt)
Joypurhat (engelska: Jaipurhāt District, bengali: Joypurhat Zila, Joypurhat Jela, engelska: Joypurhat District) är ett distrikt i Bangladesh.   Det ligger i provinsen Rajshahi, i den nordvästra delen av landet, 200 km nordväst om huvudstaden Dhaka. Antalet invånare är 913 768.
Trakten runt Joypurhat består till största delen av jordbruksmark. Runt Joypurhat är det tätbefolkat, med 913 invånare per kvadratkilometer.